# Guy Mauffette
Pour les articles homonymes, voir Mauffette.
Guy Mauffette, né le 8 janvier 1915 - Montréal, mort le 30 juin 2005 à l'âge de 90 ans, est un acteur, poète et animateur de radio québécois.

## Biographie
Après avoir étudié l'art dramatique avec Yvonne Duckett (Madame Audet) et Jeanne Maubourg, Guy Mauffette fait du théâtre avant de devenir animateur à la radio de Radio-Canada de 1936 jusqu'à sa retraite en 1976. Il a également été réalisateur d'un grand nombre d'émissions, dont des radio romans. Il est, à plusieurs titres, l'un des principaux pionniers de la radio québécoise.
En début de carrière, il s'est illustré dans plusieurs rôles, entre autres : Raskolnikov dans Crime et Châtiment (Dostoïevsky) ; Picrochole (Rabelais/Chancerel) ; Almaviva du Barbier de Séville (Beaumarchais) et Maluron (Félix Leclerc). Il a aussi participé aux spectacles de la Société canadienne d'opérette et des Variétés lyriques. À 17 ans, il est monté sur les planches du Théâtre Stella (dirigé par les Fred Barry et Albert Duquesne) où pendant quatre ans il fut pensionnaire ; il était également des revues d'Henri Letondal. Plusieurs autres troupes l'ont accueilli, dont le Théâtre de l'Équipe de Pierre Dagenais et Les Compagnons de Saint-Laurent.
Il a été (entre autres) le créateur à la radio (en 1939) de la célèbre adaptation du roman de Claude-Henri Grignon, Un homme et son péché, qui restera à l'antenne plus de vingt ans. Il a de plus été comédien pour plusieurs feuilletons radiophoniques dont Le Curé de village de Robert Choquette.
En 1948, il co-fonde la compagnie théâtrale VLM avec ses amis Félix Leclerc et Yves Vien. Le trio présente des pièces à travers le Québec. L'artiste Lucyl Martel crée costumes et décors pour leurs premières représentations théâtrales.
Il a été comédien dans les premières productions cinématographiques québécoises et a fait de la télévision.
Mais il s'est avant tout fait connaître à partir des années 1960 comme animateur de multiples émissions dont la très populaire émission radiophonique Le cabaret du soir qui penche, qui était présentée les dimanches soir, à la radio de Radio-Canada (de 1960 à 1973). Il avait cependant commencé à faire tourner de la chanson en 1948, à La parade de la chansonnette française, émission quotidienne à CKVL, animée par Jacques Normand
C'est lui qui a fait engager Félix Leclerc à la société Radio-Canada, permettant ainsi à l'artiste d'interpréter publiquement sa première chanson, Notre sentier. Il a d'ailleurs entretenu une longue relation d'amitié avec Félix Leclerc.
Guy Mauffette a été l'animateur de La Boîte à Surprise, en remplacement de Pierre Thériault, durant les saisons 1960-1961 et jusqu'à la fin de la saison 1963-1964.  Il a aussi été Monsieur Loyal le maître de piste de l'émission Caravane qui fut diffusé les vendredis de 16:30 à 17:00 à la télévision de Radio-Canada durant les saisons estivales 1960 à 1962.  Cette émission tournée dans une ville différente chaque semaine présentait des numéros de cirque.
Il a publié quelques recueils de poésie à la fin de sa vie.
Il était le frère de la comédienne Estelle Mauffette.

## Filmographie
- 1945 : Le Père Chopin : Roger
- 1949 : Le Curé de village : Noiraud
- 1950 : Les Lumières de ma ville : Roger Martin
- 1950 : L'Inconnue de Montréal : L'avocat